# 안선하
안선하(1985년 2월 15일 ~ )는 대한민국 국책연구원 대외경제정책연구원과 서울시 산하의 서울연구원 연구원으로 재직한 인물이었다. 이전에 모델, 가수, 아나운서로 활동했었다.

## 이력
2003년부터 모델로 활동하다가 2006년 미스코리아 서울 선에 입상하면서 본격적인 방송 활동을 시작했다. 이후 DSP 엔터테인먼트에서 1년 반만에 연습생 생활을 끝내고 선하라는 예명으로 데뷔 앨범 《Fahrenheit》(2008)를 발매하면서 가수로 데뷔했다. 타이틀곡 〈Chantey Chantey (샨티샨티)〉는 나름대로 대중의 주목을 끌었고 섹시 화보를 찍는 등 활발한 활동을 이어갔다. 《Fahrenheit》는 문화체육관광부의 2008년 3월 우수 신인음반으로 뽑혔고, 2008 Mnet KM 뮤직 페스티벌의 여자 신인상 후보에 오르기도 했다. 당시 손담비, 제이제이, 문지은과 함께 포스트 이효리로 불리며 활동했다.
그러나 연예인 생활을 하면서 큰 부담감을 느껴 2009년 연예계를 떠난다. "제 스케줄부터 남들에게 보여주는 이미지, 체중 관리까지 모두 소속사에서 했죠. 그러면서 점점 지금 나의 위치는 내가 만든 게 아닐지도 모른다는 생각이 들었어요. 그래서 계속 불안했죠"라며 연예계를 떠난 이유를 나중에 밝혔다.
가수를 그만둔 뒤 가톨릭대학교에 복학해 토익 공부를 하며 취업 준비를 했다. 취업 준비가 잘 안 되면서 연예인 생활을 경력으로 인정해줄 수 있는 경제방송의 아나운서로 입사했다. 2011년 9월에는 한국경제TV의 《여의도24시 증시포차》 진행을 맡았다. 아나운서로 활동하면서 환경과 경제에 관심을 가지게 되어 KDI국제정책대학원에서 개발정책학을 공부해 석사학위를 받았다. 이때 준비한 논문 올해 한국환경영향평가학회 논문발표 최우수상을 받았다. 2015년 7월에는 대외경제정책연구원의 연구원으로 입사했다. 2016년 4월에는 서울시 산하 서울연구원에서 약 2년반 동안 재직 후 2018년 영국으로 유학을 갔다. 2021년부터《굿모닝 한경글로벌마켓》 한국경제TV 영국통신원으로도 활동 중이며, 2025년 여름 7인의 영국 박사 생활 분투기  이라는 에세이를 공동 출간했다

## 학력
- 서울가톨릭대학교 국제관계학, 경제학 학사
- KDI 국제정책대학원 개발정책학(지역 및 환경정책) 석사
- 리즈 대학교 정치커뮤니케이션과(Political Communication) 석사
- 글래스고 대학교 공공보건사회학(Social and Public Health) 박사 과정 중

## 음반 목록
- 2007년: 《외과의사 봉달희》 OST - 〈그대만〉
- 2008년: 《Fahrenheit》
- 2017년: 《Mrs Flower》동요 -〈나는 세상의 주인공〉https://www.genie.co.kr/detail/songInfo?xgnm=86969783

## 방송
- 2021년 한국경제TV 글로벌 마켓, 굿모닝 한경 글로벌 마켓 영국 통신원[7]
- 2011년 한국경제TV 여의도24시 증시포차 MC[6]
- 2014년 한국경제TV 유정우의 HELLO 클래식 MC[8]

## 수상
- 2006년 미스코리아 서울 선
- 2008년 문화관광부 이달의 신인가수상
- 2008년 3월 문화컨텐츠진흥원 3월의 우수신인 음반
- 2015년 5월 환경영향평가학회 춘계학술대회 논문 발표 최우수상
- 2016년 서울연구원 올해의 우수 연구원상 표창